# فوزديكا 2أس1
فوزديكا 2أس1 (بالروسية: 2С1 «Гвоздика») هو مدفع روسي دخل الخدمة عام 1971، يُستخدم في عمليات الإنزال البحري. يستخدم المدفع لضرب التحصينات والدشم العسكرية والمدرعات ومرابض المدفعية المعادية ومراكز القيادة والسيطرة للعدو.
يزود بمدفع هاوتزر عيار 122 مم D-30) 2A18) كتسليح رئيسي ويتميز بقدرته على اطلاق قذائف تقليدية حتى مدى 25 كم وقذائف دفع صاروخي بمدى أقصى حتى 42 كم ويطلق النار بمعدل 10 قذائف في الدقيقة. أما بالنسبة لتسليحه الثانوي فهو رشاش دوشكا عيار 12.7 ملم ورشاش عيار 7.62 ملم.

## الوصف
يشغل المدفع طاقم مكون من 4 جنود هم القائد والسائق والملقم والمدفعي. ويبلغ وزنه 16 طن كما يصل لسرعة قصوى قدرها 100 كم/ساعة على الطرقات المعبدة و60 على الغير معبدة أما عند عبور الحواجز البرمائية فيصل لسرعة 17.5 كم، أما مداه فيبلغ 700 كم أي 370 ميل بدون التزود بالوقود.
• الذخيرة:
46 قذيفة، من عيار 122 مم.

## المستخدمون

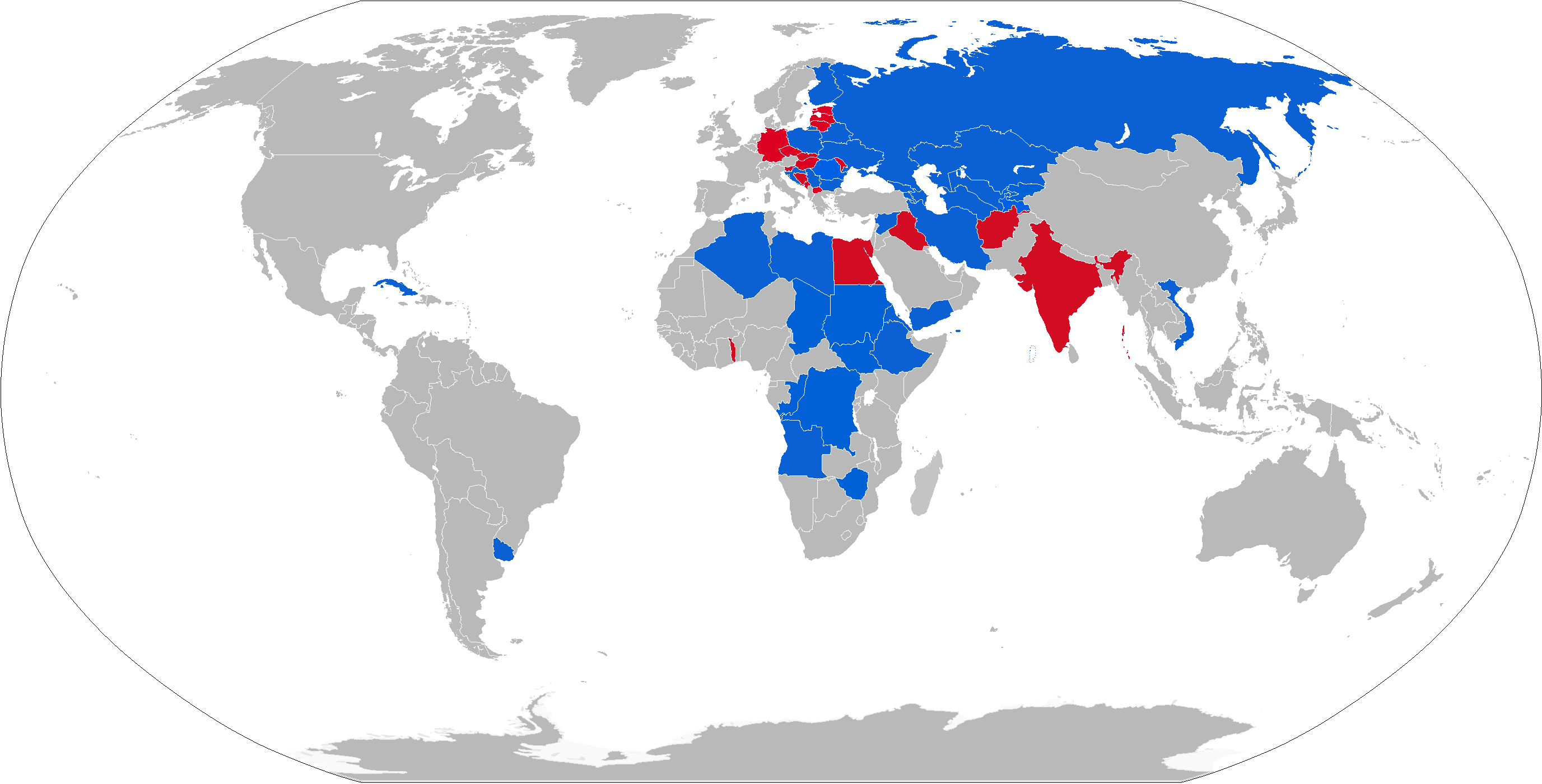
باللون الأزرق يظهر المستخدمون الحاليون أما الأحمر فيظهر السابقون

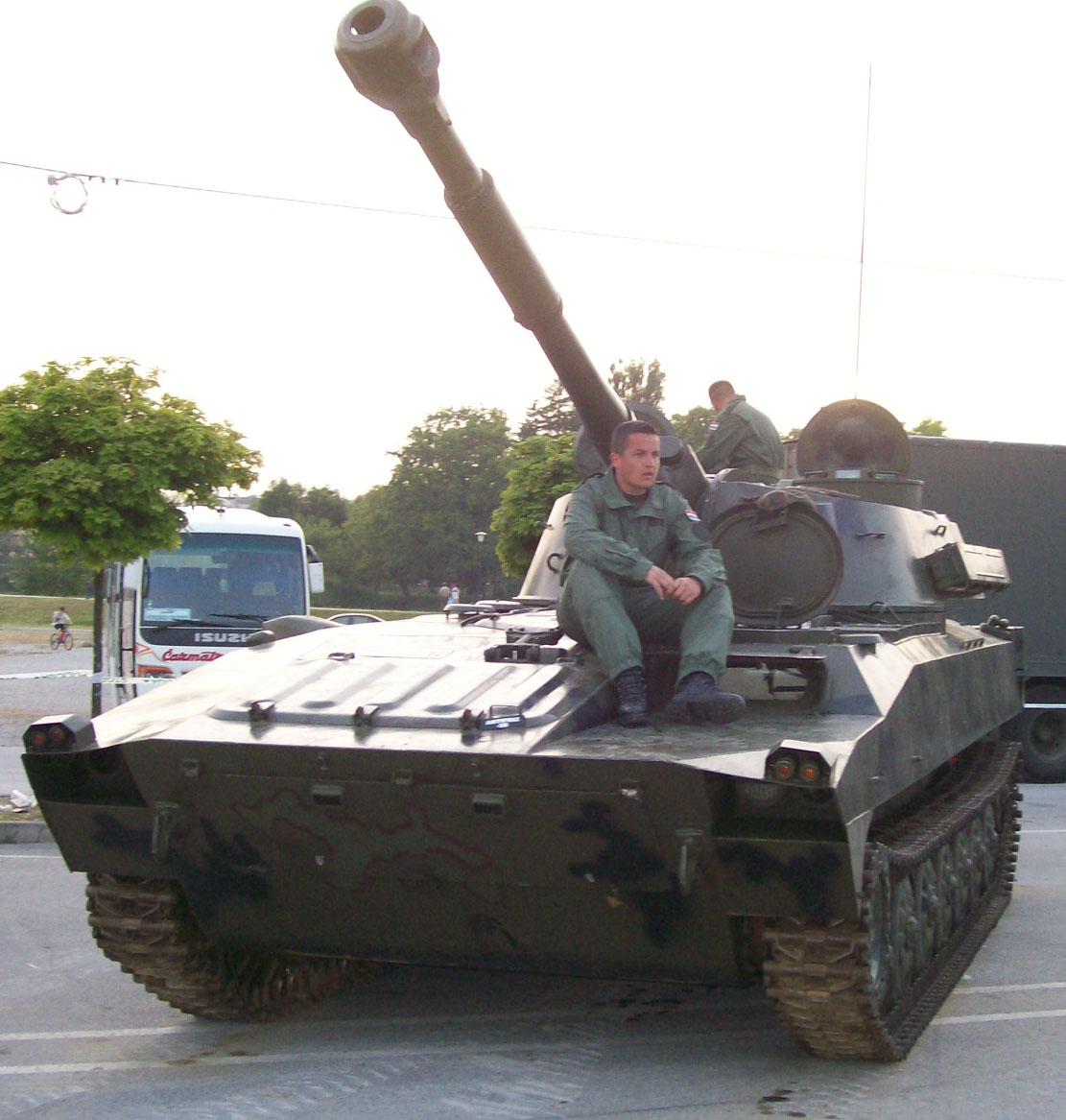
فوزديكا 2أس1 في الجيش الكرواتي

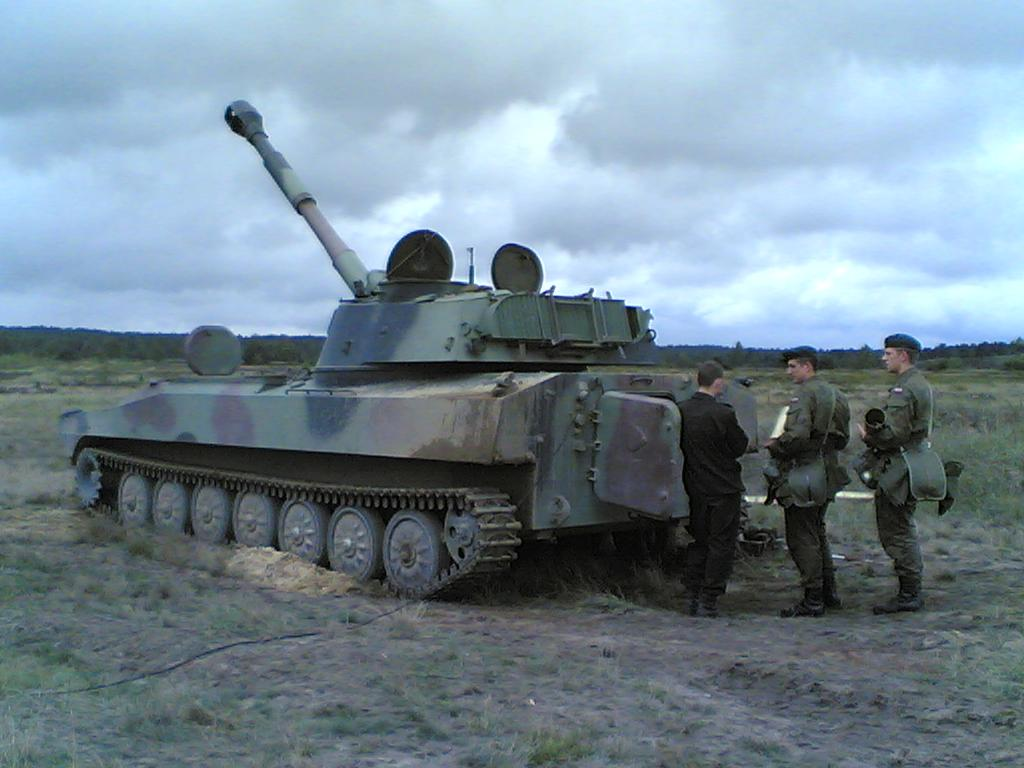
الجيش البولندي.

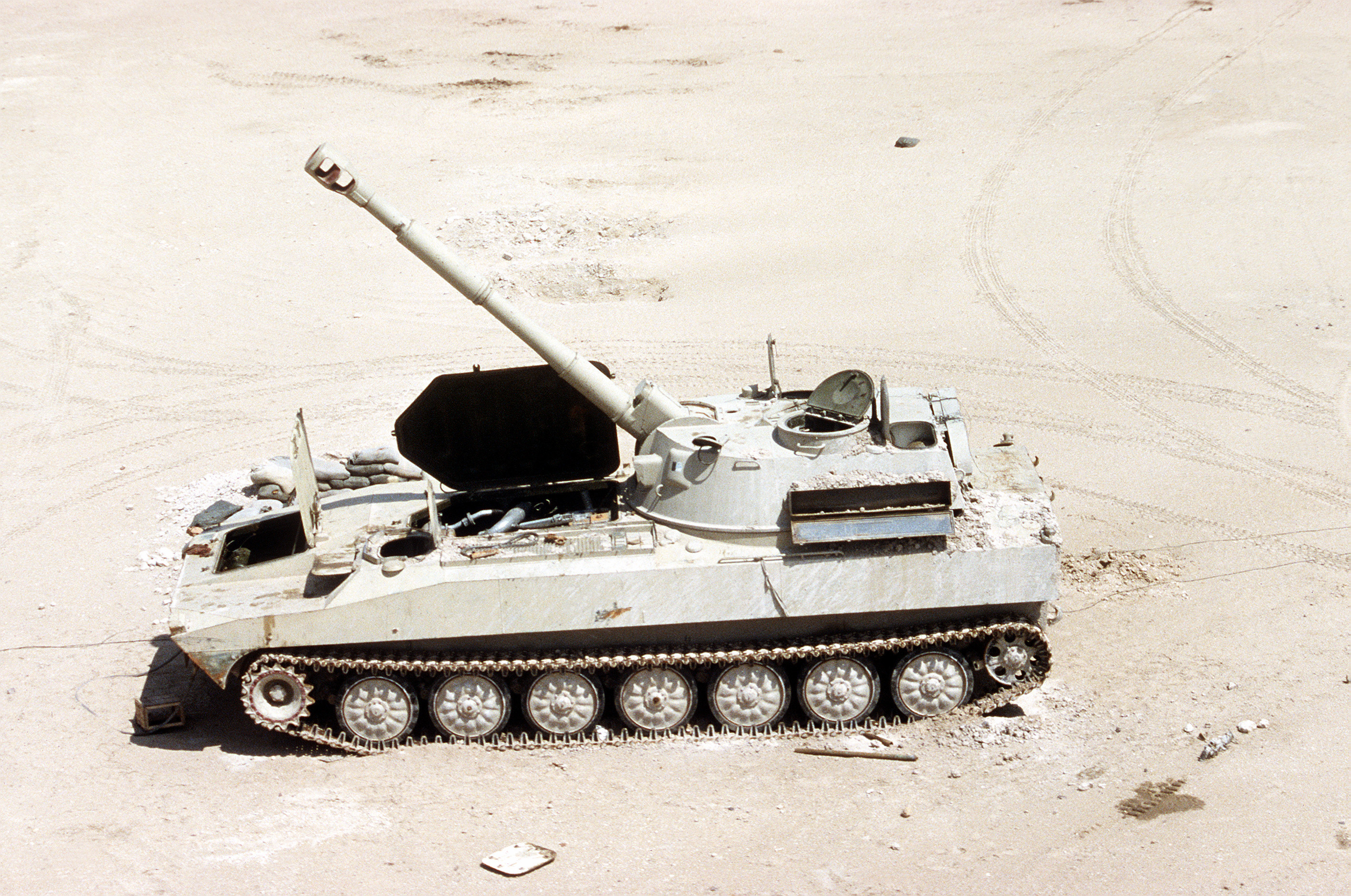
يملكها الجيش العراقي في عملية عاصفة الصحراء

### المستخدمون الحاليون
- الجزائر –300 مدفع
- أنغولا
- أرمينيا –
- أذربيجان – 81 وزديكا 2أس1 وعدد غير معروف من يو أر-77
- البوسنة والهرسك – 5
- بيلاروس – 246[3]
- بلغاريا – 506
- كوبا – 150
- كرواتيا – 9 (ليتم إستخدامها جنب إلى جنب 15 بي زد إتش 2000 من محزن الجيش الألماني.)
- إرتريا – 20[4]
- إثيوبيا
- فنلندا – 72 (يعرف ب 122 PsH 74)
- جورجيا 48
- الهند – 110
- إيران
- العراق
- كازاخستان – 10
- ليبيا
- بولندا – c. 324 (ليتم إستبداله بـ SMK Rak)
- أوسيتيا الجنوبية
- صربيا – 72
- سلوفاكيا – 49
- سوريا – 400
- روسيا – 622[5]
- أوكرانيا – 638[6]
- الأوروغواي – 6
- أوزبكستان
- فيتنام
- اليمن

### المستخدمون السابقون
- جمهورية التشيك – خرج من الخدمة في أوائل الالفية الجديدة.
- تشيكوسلوفاكيا –
- ألمانيا الشرقية – خرج من الخدمة عام 1990 مع توحيد الألمانيتين.
- المجر - خرج من الخدمة في عام 2004. كانو يملكون 144 قطعة.
- رومانيا – يحتفظون 48 قطعة.
- سلوفينيا – يحتفظون ب8 قطع.
- الاتحاد السوفيتي –
- يوغوسلافيا –

## المصدر
1. ↑  Marat Kenzhetaev (1998). "Self Propelled Artillery and Mortars". www.armscontrol.ru. MIPT Center for Arms Control, Energy and Environmental Studies. مؤرشف من الأصل في 2015-11-08. اطلع عليه بتاريخ 2010-05-03.
2. ↑  "2S1 M-1974 122-mm Self-Propelled Howitzer". GlobalSecurity.org. 9 نوفمبر 2008. مؤرشف من الأصل في 2019-06-30.
3. ↑  Belarus Army Equipment نسخة محفوظة 18 مايو 2017 على موقع واي باك مشين.
4. ↑  Deagel.com نسخة محفوظة 08 ديسمبر 2016 على موقع واي باك مشين.
5. ↑  Eugene Yanko, Copyright 1997 – info@warfare.ru. "2s1 Gvozdika Self-Propelled Howitzer | Russian Arms, Military Technology, Analysis of Russia's Military Forces". Warfare.ru. مؤرشف من الأصل في 2020-05-26. اطلع عليه بتاريخ 2011-08-18.{{استشهاد ويب}}:  صيانة الاستشهاد: أسماء عددية: قائمة المؤلفين (link)
6. ↑  Ground Forces Equipment – Ukraine نسخة محفوظة 08 نوفمبر 2017 على موقع واي باك مشين.